# Авратин (Хмельницький район)
Авра́тин (в документах також Гавратин) — село в Україні, у Волочиській міській територіальній громаді Хмельницького району Хмельницької області. Населення становить 628 осіб.
Розташоване над притокою річки Збруч на історичній межі Галичини та Волині, на схилах Авратинської височини, названої на честь села.

## Географія

### Клімат
| Клімат Авратина           | Клімат Авратина | Клімат Авратина | Клімат Авратина | Клімат Авратина | Клімат Авратина | Клімат Авратина | Клімат Авратина | Клімат Авратина | Клімат Авратина | Клімат Авратина | Клімат Авратина | Клімат Авратина | Клімат Авратина |
| Показник                  | Січ.            | Лют.            | Бер.            | Квіт.           | Трав.           | Черв.           | Лип.            | Серп.           | Вер.            | Жовт.           | Лист.           | Груд.           | Рік             |
| Середній максимум, °C     | −2,1            | −0,8            | 4,0             | 12,8            | 19,0            | 22,5            | 23,6            | 23,0            | 18,6            | 12,4            | 5,2             | 0,2             | 11              |
| Середня температура, °C   | −5,2            | −4              | 0,2             | 7,8             | 13,5            | 17,2            | 18,3            | 17,6            | 13,4            | 8,0             | 2,4             | −2,4            | 7               |
| Середній мінімум, °C      | −8,3            | −7,2            | −3,5            | 2,8             | 8,1             | 11,9            | 13,1            | 12,2            | 8,3             | 3,6             | −0,4            | −5              | 2               |
| Норма опадів, мм          | 35              | 32              | 30              | 48              | 68              | 94              | 98              | 68              | 56              | 36              | 38              | 41              | 644             |
| ------------------------- | --------------- | --------------- | --------------- | --------------- | --------------- | --------------- | --------------- | --------------- | --------------- | --------------- | --------------- | --------------- | --------------- |
| Джерело: climate-data.org |                 |                 |                 |                 |                 |                 |                 |                 |                 |                 |                 |                 |                 |

## Історія
У Середньовіччі через село переходив старий тракт — Подільський, або Чорноостровський. У 1583 р., с. Авратин, або Гавратин належало до князя Степана Збаразького, пізніше до Ратиборовських, Спендовських й інших.
1796–1923 належало до Волочиської волості Старокостянтинівського повіту.
В період 1804-1810 р.р. було 526 жителів.
В період 1831-1840 було 903 жителя.
У другій половині 19 століття у селі було 191 будинків, 1241 жителів. Був водяний млин, два вітряки.
У 1895 році - 1249 жителів,156 будинків.
У 1906 році село Авратинської волості Старокостянтинівського повіту Волинської губернії. Відстань від повітового міста 70 верст, від волості 8. Дворів 224, мешканців 1381.
У 1914 р., вел. влас. — 200 дес.
7 (20) листопада 1917 року, відповідно до Третього Універсалу Української Центральної Ради, увійшло до складу Української Народної Республіки.
У 1918 році у селі відбулося Авратинське збройне повстання.
12 червня 2020 року, відповідно до розпорядження Кабінету Міністрів України № 727-р «Про визначення адміністративних центрів та затвердження територій територіальних громад Хмельницької області», увійшло до складу Волочиської міської громади.
19 липня 2020 року, в результаті адміністративно-територіальної реформи та ліквідації Волочиського району, увійшло до складу новоутвореного Хмельницького району.

## Символіка
Затверджена в липні 2018 р. рішенням № 874 XLVII сесії міської ради VII скликання. Автори — В. М. Напиткін, К. М. Богатов, Григорій Федотович Пасєка, Ігор Анатолійович Чорний, Наталія Анатоліївна Миколюк, Андрій Григорович Воловський, Володимир Олександрович Кучерявий. Герб є промовистим.

### Герб
В пурпуровому щиті з срібної хвилястої бази, на якій три лазурових хвилястих перерваних балки, виходить зелений пагорб, оточений золотим дерев'яним тином, супроводжуваний зверху срібним розширеним хрестом. Щит вписаний в декоративний картуш і увінчаний золотою сільською короною. Унизу картуша напис «АВРАТИН» і дата «1583».
Гора, оточена тином — символ старовинної назви Авратина — Горатин (тобто гора, навколо якої тин). Поперемінні смуги — символ Авратинської височини, де сходяться водорозділи Горині, Південного Бугу та Дністра. Розширений хрест — символ історичної Волині, до якої належить село.

### Прапор
Квадратне полотнище поділене горизонтально на три рівновеликі смуги — пурпурову, опуклу зелену і білу хвилясту, на якій три синіх хвилястих перерваних смуги. На верхній смузі білий розширений хрест, на середній жовтий дерев'яний тин.

## Пам'ятки
У селі є православна церква Св. Миколая з Дзвіницею.
Пам'ятник жителям села, які загинули під час Другої світової війни.
Встановлено пам'ятник жертвам голодомору.

## Видатні люди
- Дячук Леонід (1975—2024) — український військовослужбовець, учасник російсько-української війни[6]
- Кучерявий Олександр Петрович — Заслужений працівник культури України (Указ Президента України № 1429/2003 від 13 грудня 2003 року). Член Національної спілки кінематографістів України. Український редактор, кінознавець.
- Смолій Валерій Андрійович — доктор історичних наук (1986), академік НАН України (1995), професор (1999), заслужений діяч науки і техніки (1998), лауреат Державної премії України в галузі науки і техніки (2001)
- Ткачук Петро Єфремович — вчений-діалектолог, педагог, професор.

## Галерея

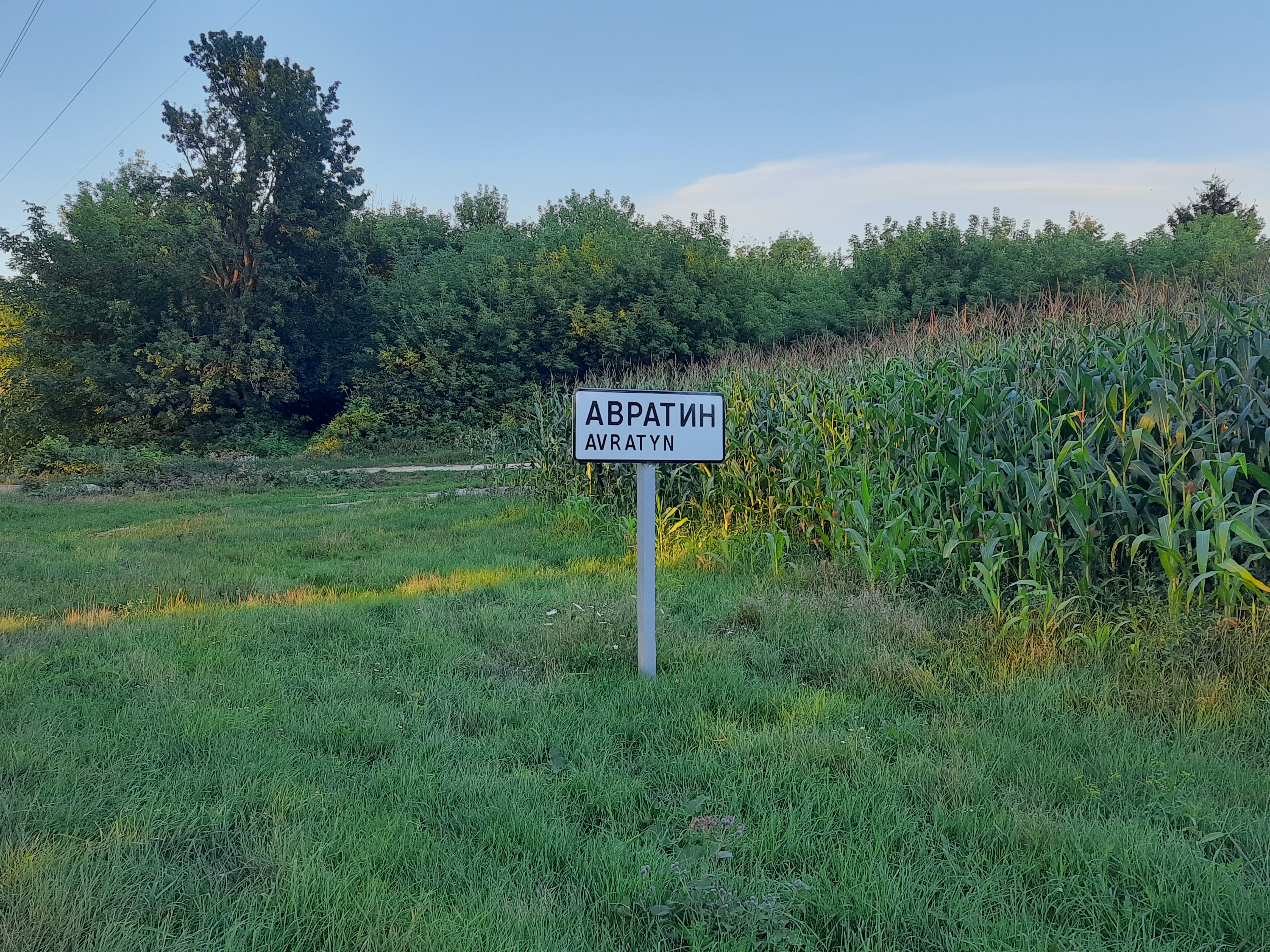
Дорожній знак при в'їзді в село
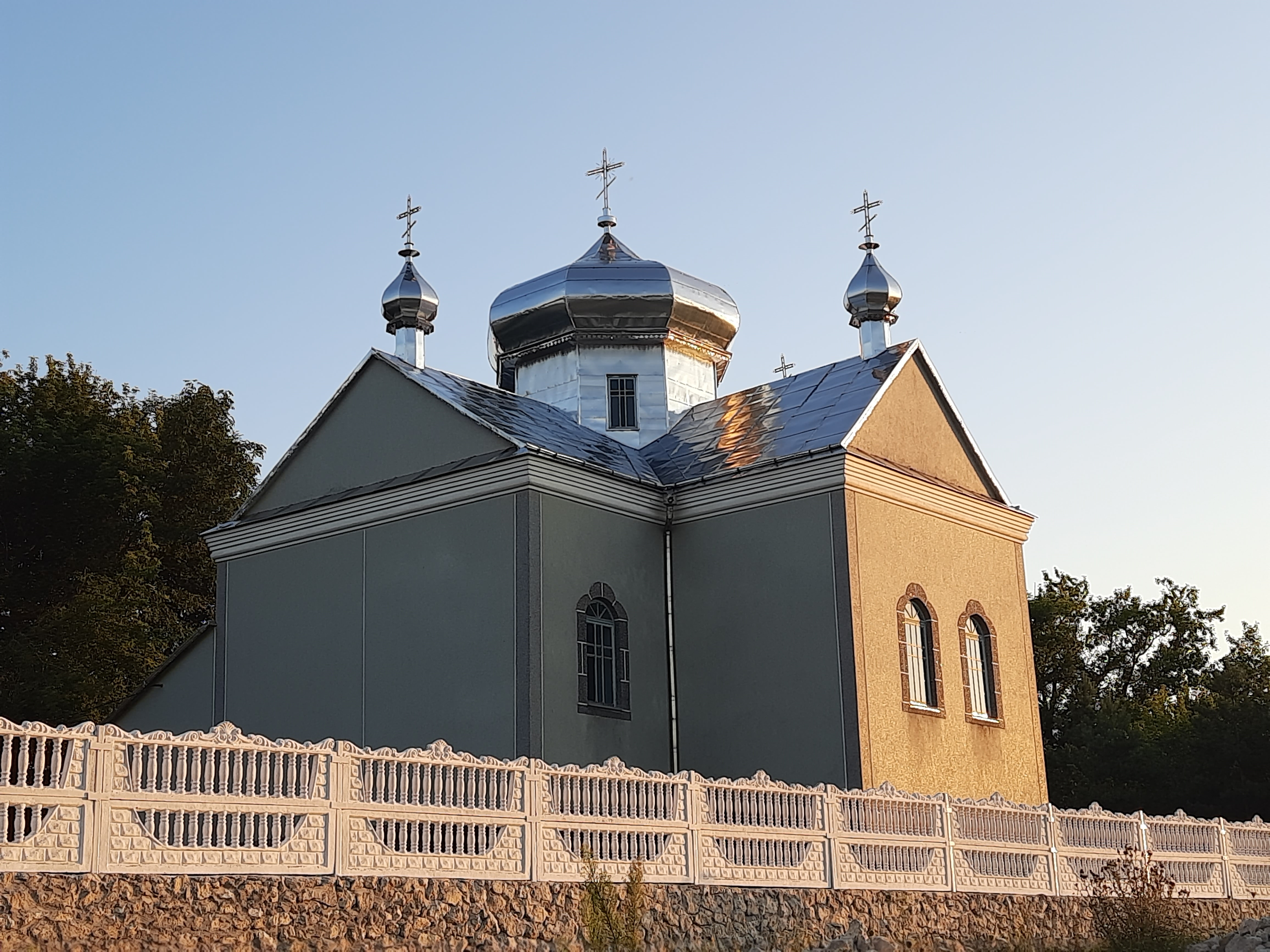
Миколаївська церква
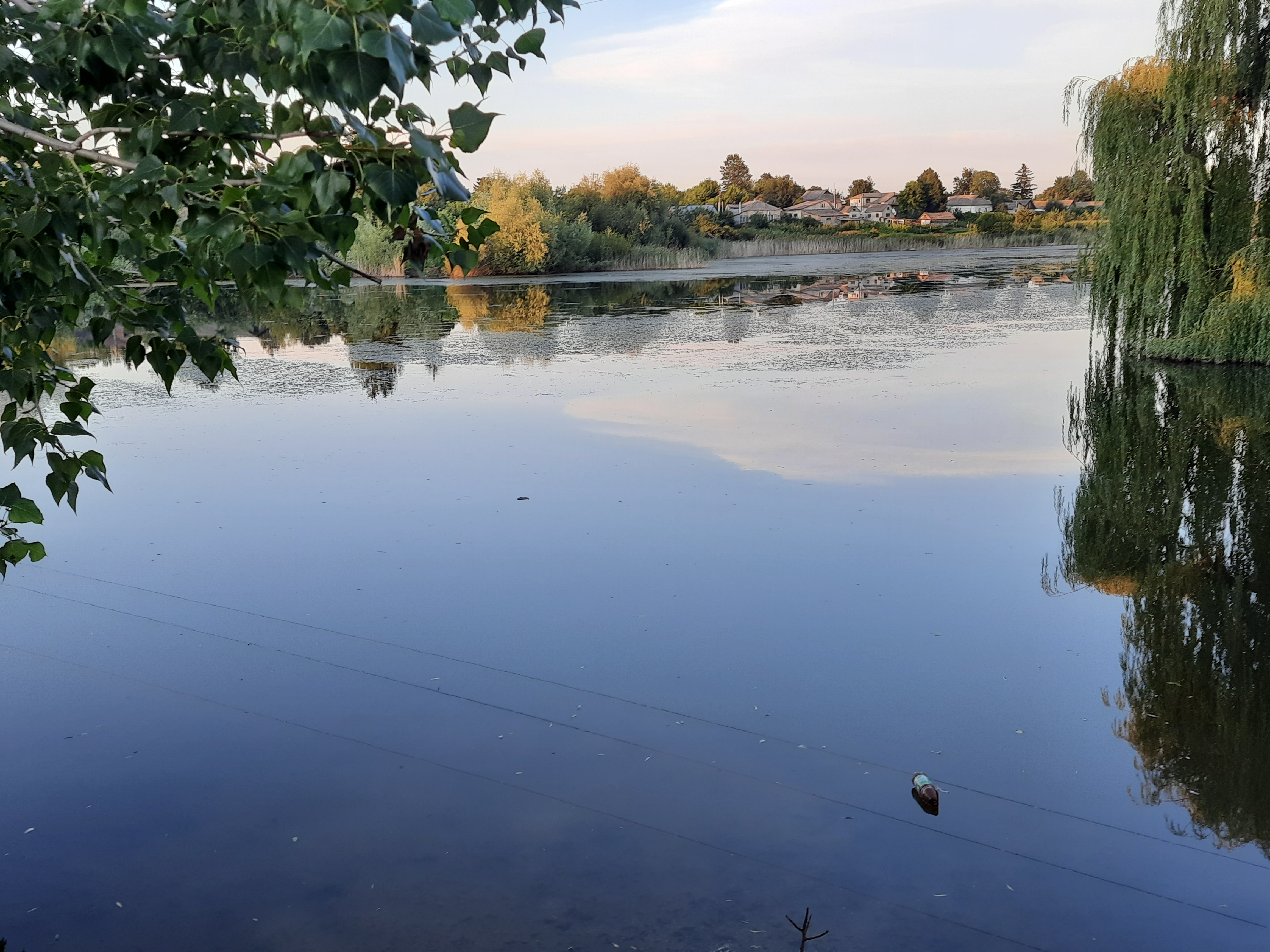
Став біля села
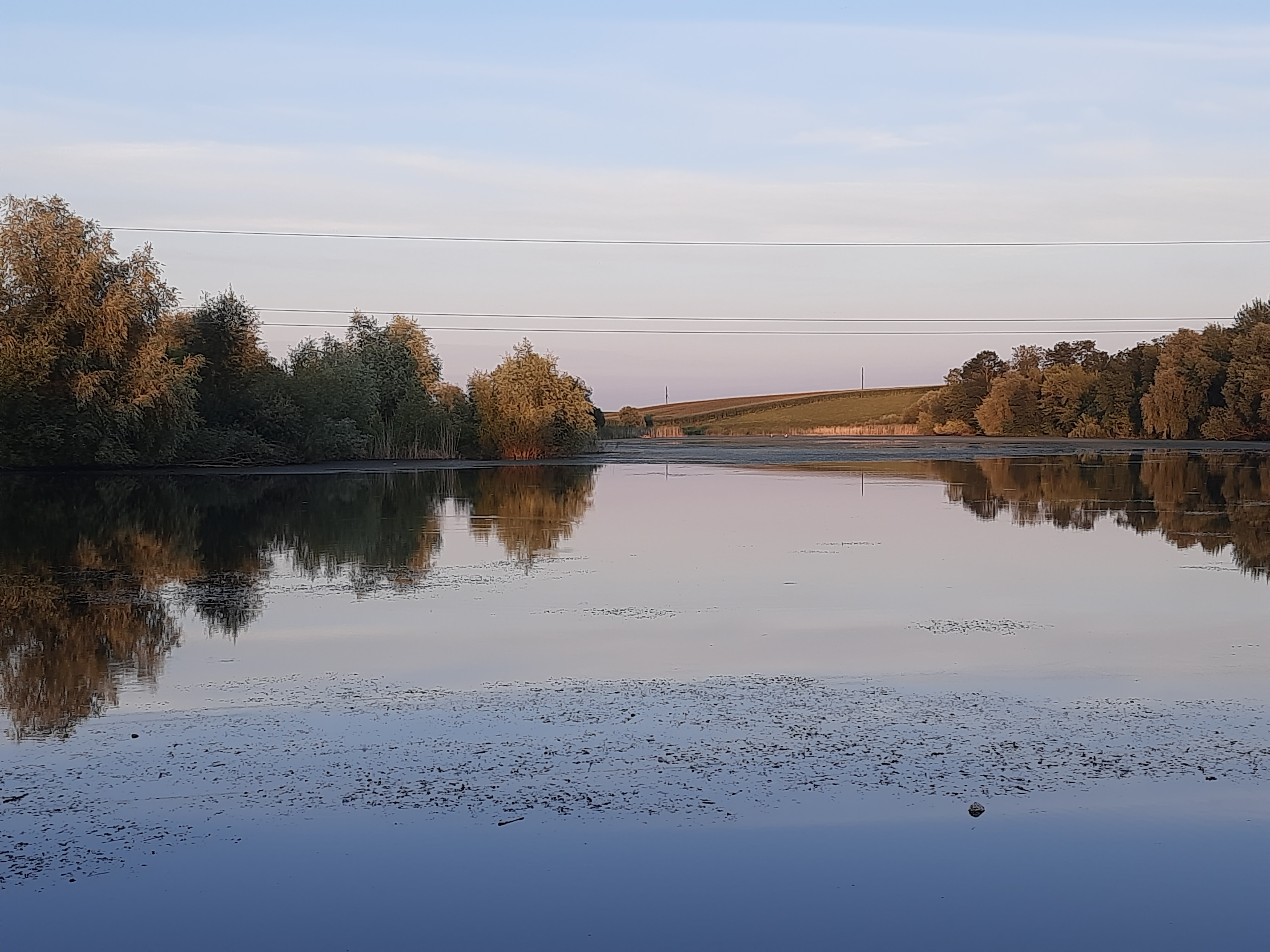
Став біля села